# Серджо Мантовани
Серджо Мантовани (на италиански: Sergio Mantovani е бивш пилот от Формула 1. Роден на 22 май 1929 г. в Милано, Италия.

## Формула 1
Серджо Мантовани прави своя дебют във Формула 1 в Голямата награда на Италия през 1953 г. В световния шампионат записва 8 състезания като успява да спечели четири точки, състезава се за отбора на Мазерати.